# Tabac Original

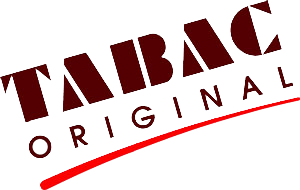
Logo von Tabac

Tabac Original (eigene Schreibweise: TABAC) ist eine Eigenmarke für Herrenkosmetik von Mäurer & Wirtz. Sie ist seit 1951 auf dem deutschen Markt erhältlich. Die Produkte der Serie werden durch eine herb-würzige Dominante und einen mit Edelhölzern, Moschus, Ambra und blumigen Noten abgerundeten Duft geprägt.
Im Jahre 1951 brachte Mäurer & Wirtz unter der Bezeichnung TABAC eine parfümierte Seife auf den Markt. Durch amerikanische Soldaten wurde diese auch in den USA verbreitet. Mäurer & Wirtz fügte Ende 1952 der Marke den Zusatz „Original“ an. Ab 1959 wurden weitere Produkte wie Aftershave, Deodorants und Sonnenschutzmittel unter der Marke auf den Markt gebracht. 2019 wurde die Marke durch den Dufttyp Tabac Original Craftsman erweitert. 

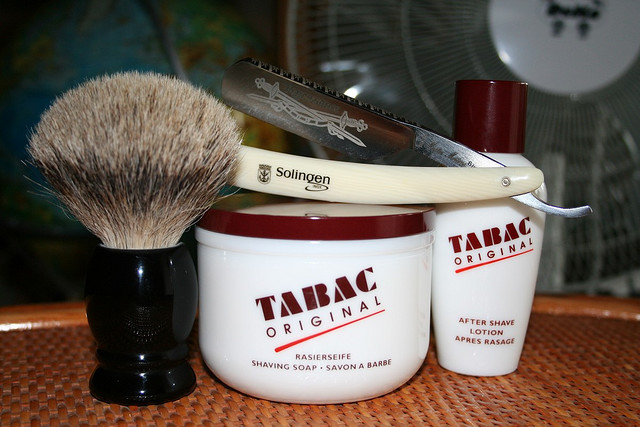
Rasur-Produkte von Tabac
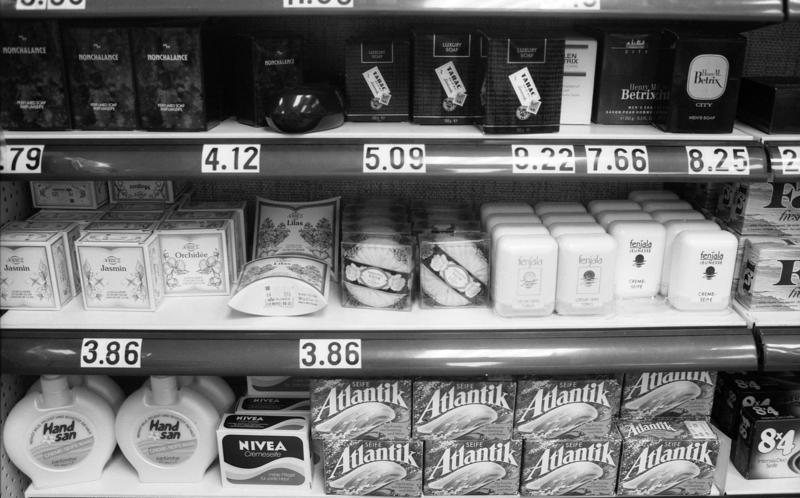
Tabac in einem Einzelhandelsregal, 1988
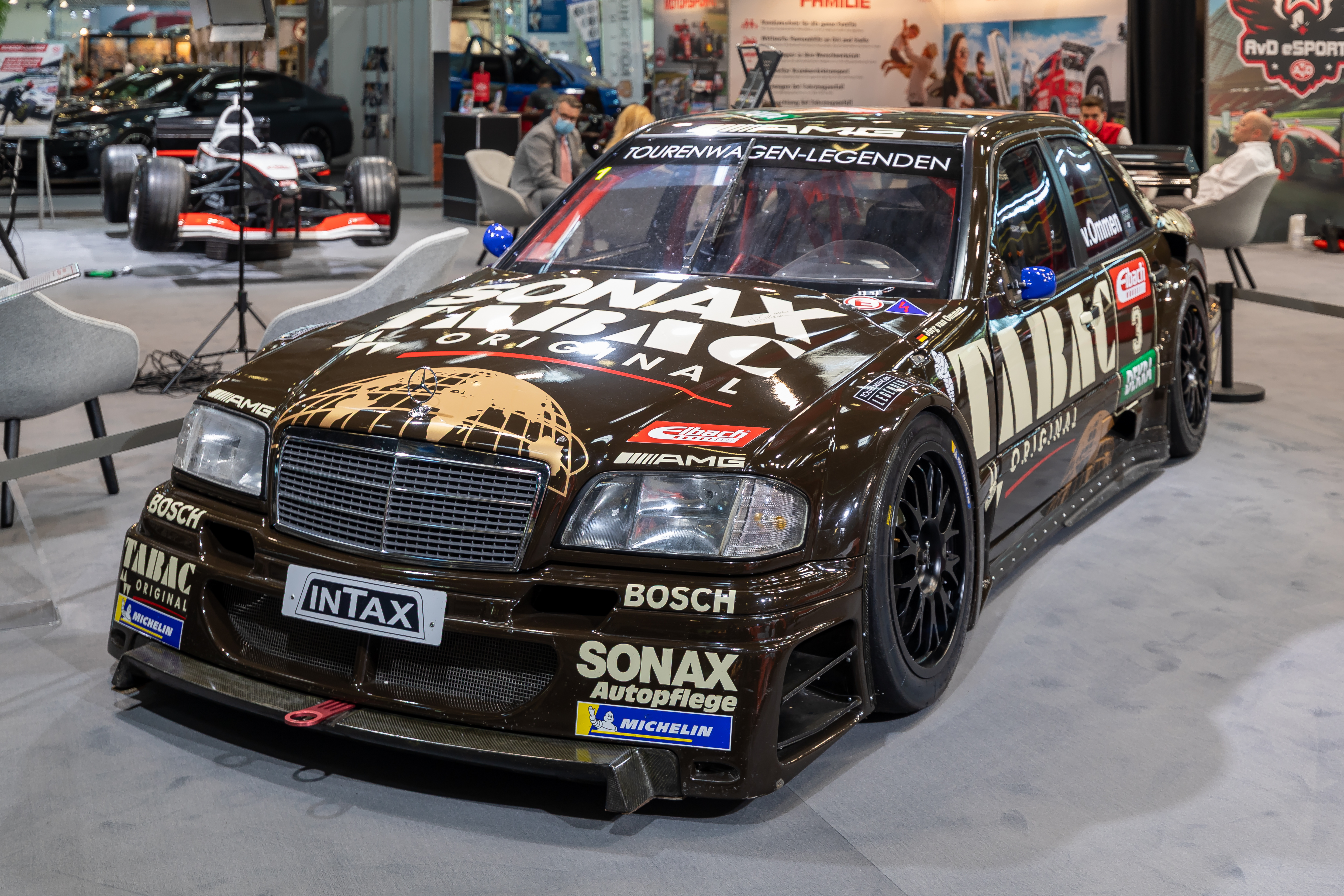
Tabac-Original-Werbung auf einem DTM-Rennwagen der 1990er Jahre